# Saint-Paul-sur-Yenne
Saint-Paul-sur-Yenne, tussen 2000 en 2024 door een administratieve fout officieel Saint-Paul geheten, is een gemeente in het Franse departement Savoie (regio Auvergne-Rhône-Alpes) en telt 540 inwoners (2004). De plaats maakt deel uit van het arrondissement Chambéry.

## Geografie
De oppervlakte van Saint-Paul bedraagt 13,3 km², de bevolkingsdichtheid is 40,6 inwoners per km².
De onderstaande kaart toont de ligging van Saint-Paul-sur-Yenne met de belangrijkste infrastructuur en aangrenzende gemeenten.

## Demografie
Onderstaande figuur toont het verloop van het inwonertal (bron: INSEE-tellingen).